# Lamaštu

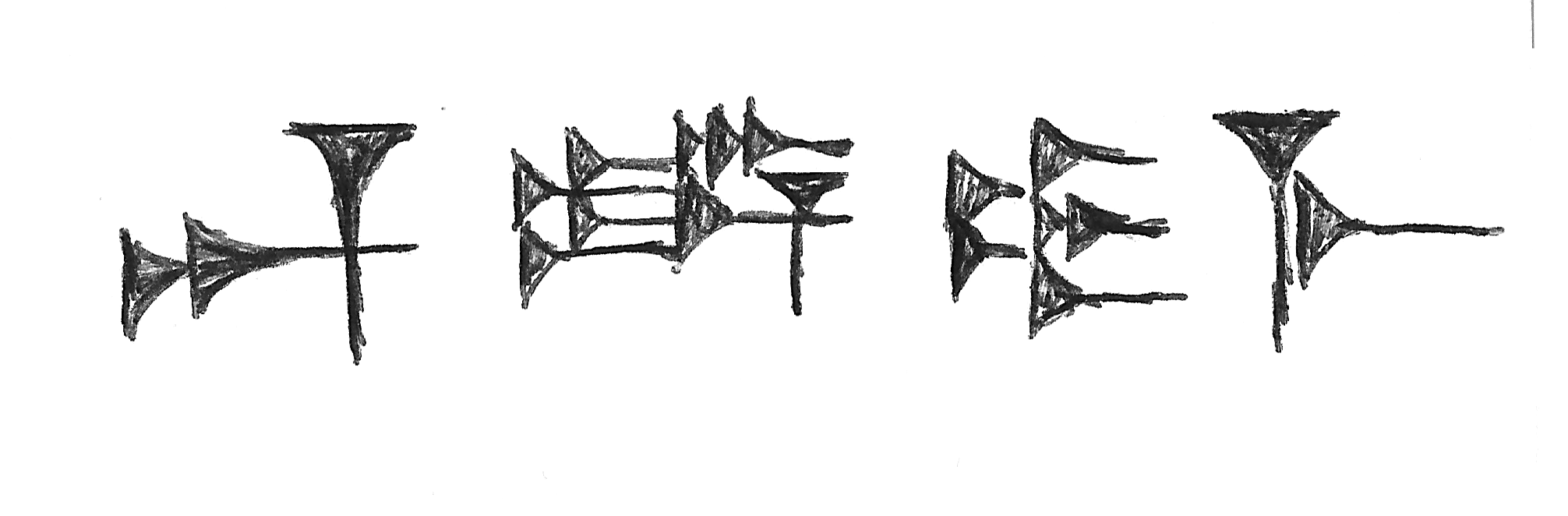
Il nome sumero di Lamaštu in cuneiforme accadico

Nella mitologia mesopotamica,  Lamaštu (accadico dLa-maš-tu; sumero Dimme dDim3-me or Kamadme) è un demone femminile, una creatura malevola di rango divino o quasi. Secondo la credenza, minacciava le partorienti e tentava di rapirne i bambini durante l'allattamento. Era figlia del dio celeste Anu.
L'iconografia di Lamaštu è ibrida: era rappresentata con un corpo villoso, testa leonina, denti e orecchie d'asino, lunghi artigli da rapace. Spesso era raffigurata in piedi o in ginocchio sopra un asino, mentre allatta un maiale o un cane, tenendo tra le mani dei serpenti. Le sue funzioni e i suoi tratti iconografici avvicinano questa figura a un altro demone ebraico, Lilith.

## Mitologia
A differenza di altre figure demoniche del folclore mesopotamico, Lamaštu compiva atti di malvagità spontaneamente, non per ordine di qualche divinità. Il suo nome era sempre scritto insieme al termine determinativo cuneiforme che indicava un dio.
Possedeva altri sette nomi ed era associata a sette streghe negli incantesimi. Oltre a nuocere agli infanti e alle donne incinte, si credeva che Lamaštu portasse malattie.
Pazuzu, un altro essere oscillante tra il dio e il demone, era invocato contro Lamaštu, di solito mediante amuleti e statuette. Benché Pazuzu fosse considerato responsabile di carestie e siccità, era anche invocato come difensore contro altre entità maligne, in primis la sua rivale Lamaštu. Altrove, Lamaštu appare come consorte di Pazuzu.

## Cultura di massa
Lamaštu è il demone antagonista del film horror del 2023 L'esorcista - Il credente, sequel del cult L'esorcista.

## Galleria d'immagini

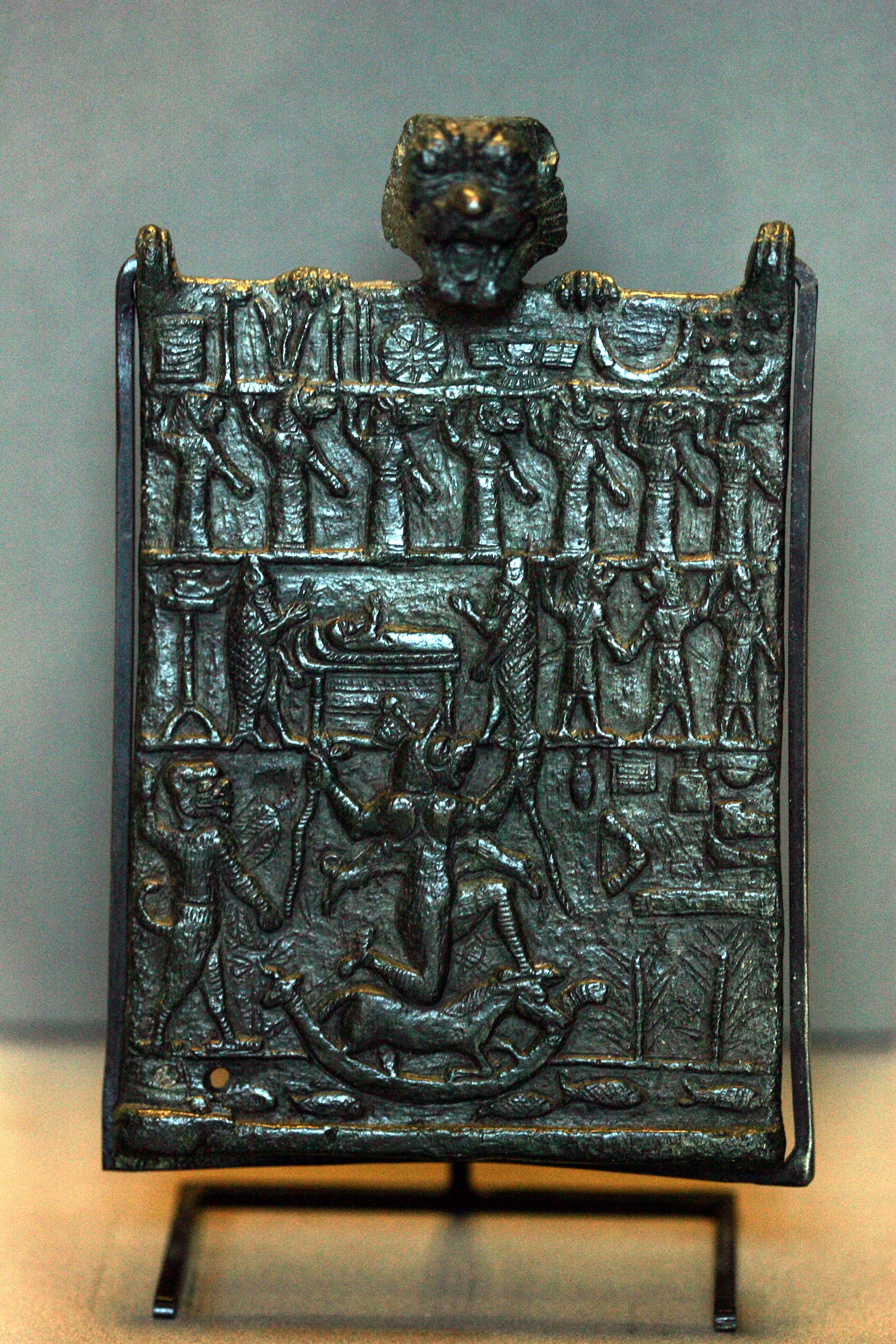
Bassorilievo metallico di Lamaštu e Pazuzu
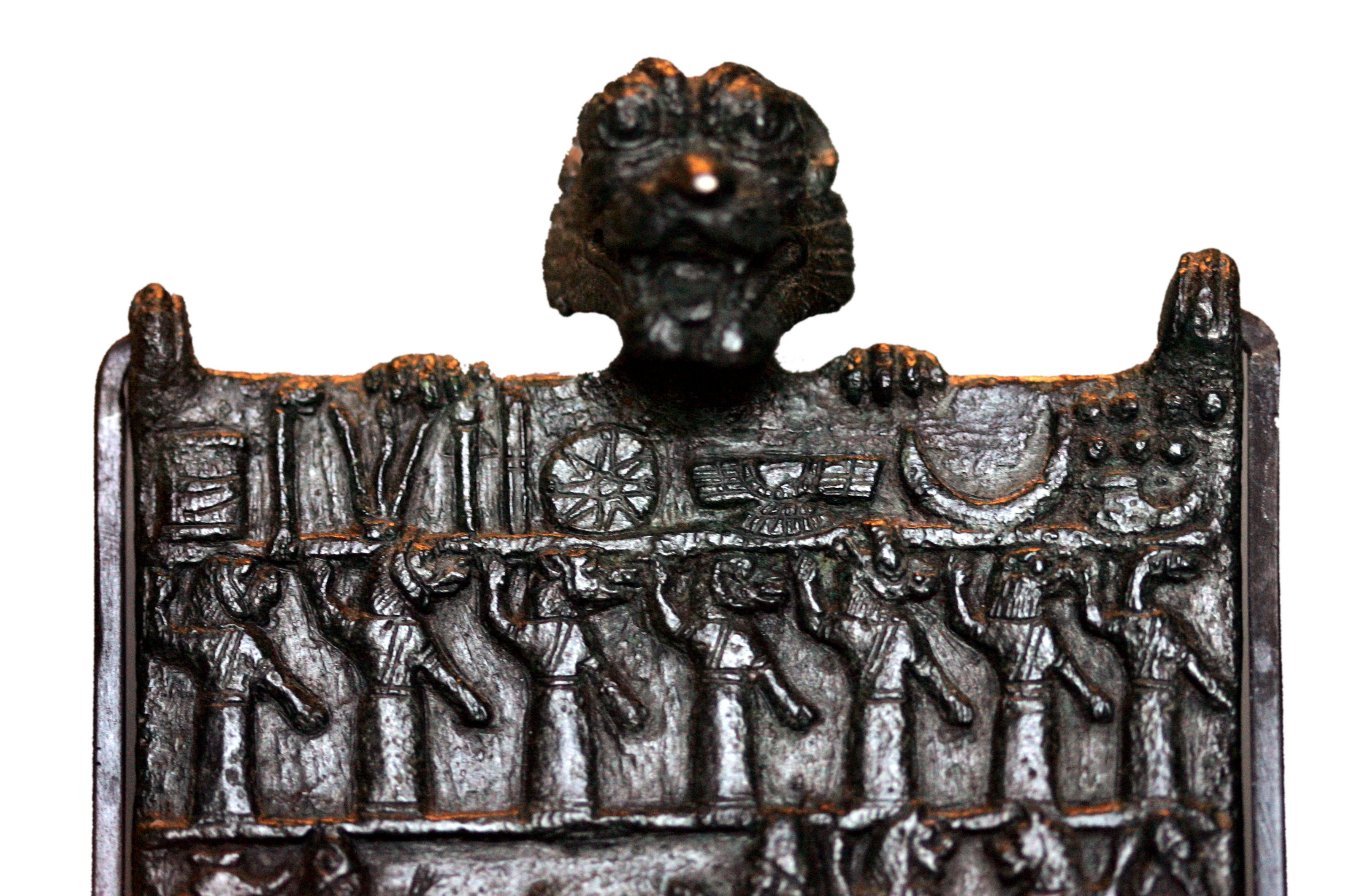
Dettaglio superiore del bassorilievo
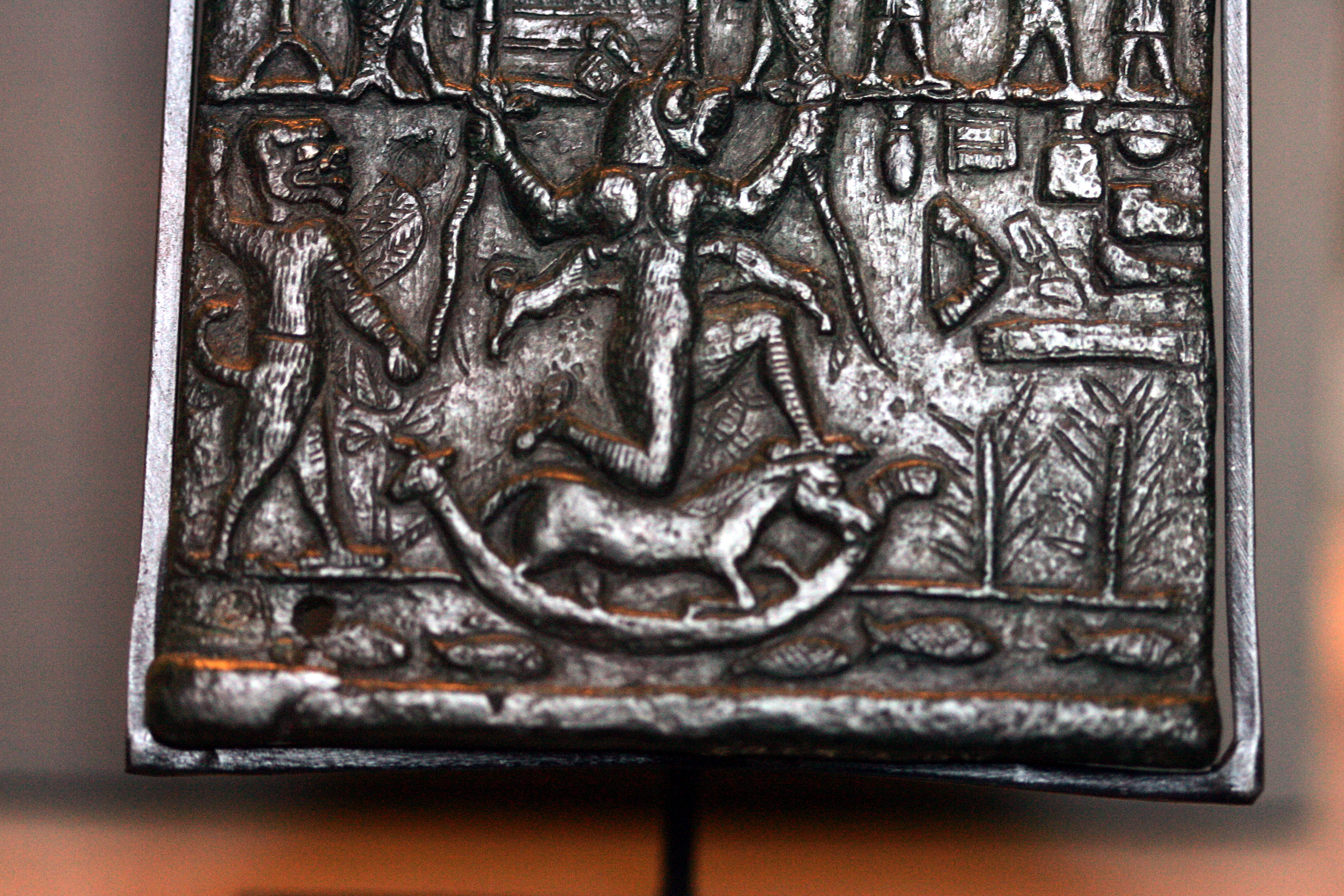
Dettaglio inferiore del bassorilievo
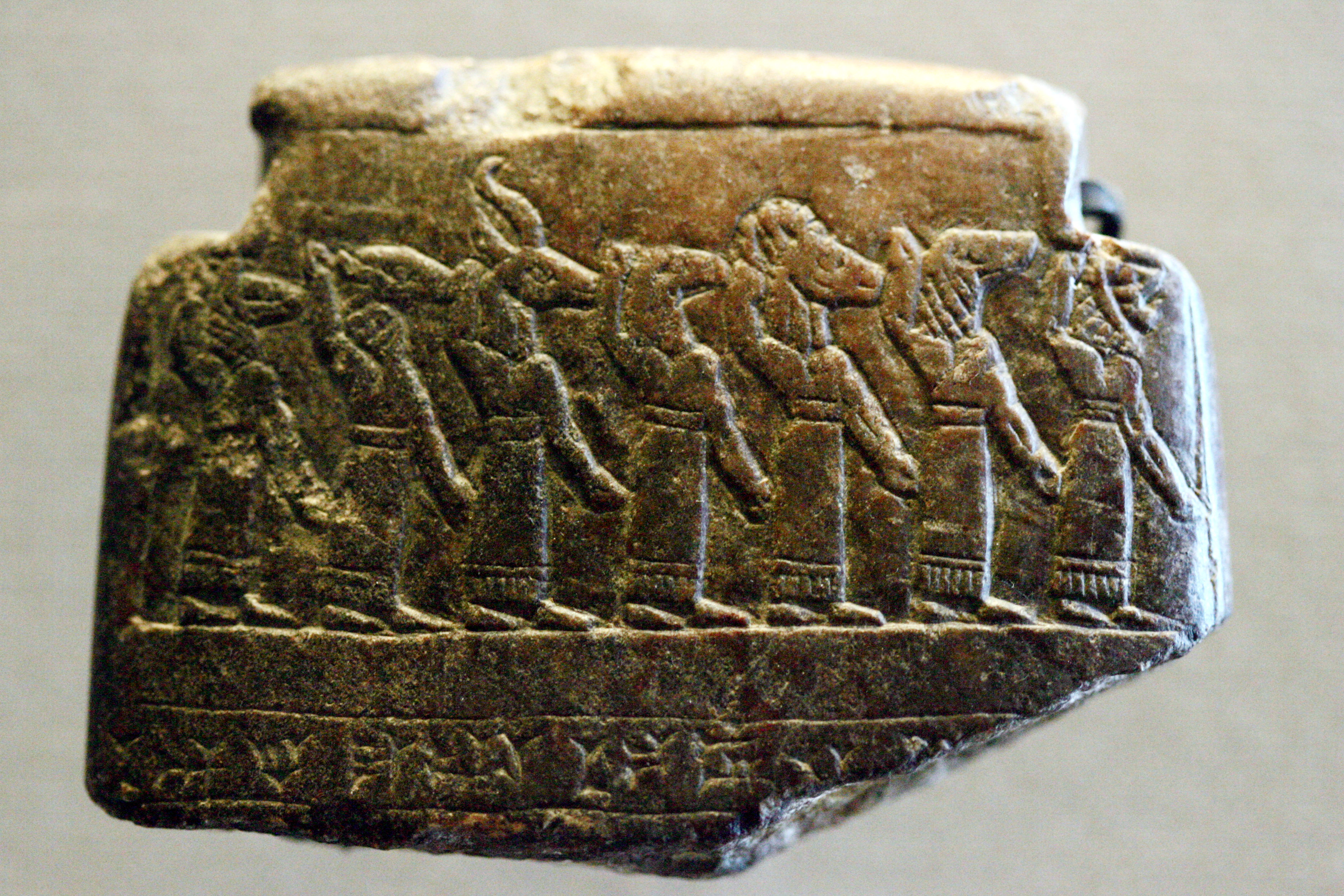
Un bassorilievo apotropaico contro Lamaštu